# Filip Helander
Filip Viktor Helander (* 22. dubna 1993 Malmö) je švédský profesionální fotbalista, který hraje na pozici středního obránce za skotský klub Rangers FC a za švédský národní tým.

## Klubová kariéra
Profesionální fotbalovou kariéru zahájil ve švédském klubu Malmö FF. S týmem se probojoval do skupinové fáze Ligy mistrů UEFA 2014/15.

## Reprezentační kariéra
Filip Helander nastupoval za švédské mládežnické reprezentace od kategorie U17.
Trenér Håkan Ericson jej nominoval na Mistrovství Evropy hráčů do 21 let 2015 konané v Praze, Olomouci a Uherském Hradišti, kde získal se švédským týmem zlaté medaile.